# Ontherus diabolicus
Ontherus diabolicus là một loài bọ cánh cứng trong họ Bọ hung (Scarabaeidae).